# Ascleranoncodes jakli
Ascleranoncodes jakli es una especie de coleóptero de la familia Oedemeridae.

## Distribución geográfica
Habita en Indonesia.